# مارفن برايس
مارفن برايس (بالإنجليزية: Marvin Price)‏ هو لاعب كرة قاعدة أمريكي، ولد في 5 أبريل 1932، وتوفي في 21 يوليو 2013.